# Малое Казыревское
Малое Казыревское или Малое Козыревское (Малая Козыревка) — село в Кизлярском районе Дагестана. Входит в состав Большебредихинского сельского совета.

## Географическое положение
Населённый пункт расположен вдоль канала Курутерек, в 2 км к западу от центра сельского поселения — Большебредихинское и в 10 км к северо-востоку от города Кизляр, на трассе Кизляр-Крайновка.

## Население
| 1926 | 1970 | 1989 | 2002 | 2010 | 2021 |
| ---- | ---- | ---- | ---- | ---- | ---- |
| 57   | ↗294 | ↗413 | ↗552 | ↗695 | ↗712 |

Национальный состав
По данным Всесоюзной переписи населения 1926 года:
| № | Национальность | Численность, чел. | Доля |
| - | -------------- | ----------------- | ---- |
| 1 | русские        | 26                | 46 % |
| 2 | украинцы       | 31                | 54 % |

По результатам Всероссийской переписи населения 2010 года:
| № | Национальность | Численность, чел. | Доля   |
| - | -------------- | ----------------- | ------ |
| 1 | аварцы         | 681               | 98,0 % |
| 2 | другие         | 14                | 2,0 %  |

По данным Всероссийской переписи населения 2010 года, в селе проживало 695 человек (335 мужчин и 360 женщин). До конца 1970-х годов в населении села преобладали русские. Но начиная с 1980-х годов и по настоящее время наблюдается отток коренного русскоязычного населения из села.